# Alfredo Bermúdez de Castro López-Varela
Alfredo Bermúdez de Castro López-Varela (A Coruña, 9 de setembre de 1950) és un matemàtic i professor universitari espanyol.
Llicenciat en Matemàtiques el 1972 i doctorat el 1974 per la Universitat de Santiago de Compostel·la (USC), ha exercit com a professor de la USC des de l'any 1974, primer com a professor adjunt i des de l'any 1983 com a catedràtic de Matemàtica aplicada, sent el fundador del Departament de Matemàtica Aplicada d'aquesta Universitat. Es va formar a l'escola francesa i fou deixeble de Jacques-Louis Lions. Les seves contribucions estan relacionades amb el camp de la modelització, i de l'anàlisi matemàtica i numèrica de les equacions en derivades parcials. Bermúdez de Castro ha estat reconegut per la comunitat científica internacional com figura clau en el desenvolupament de la seva disciplina a Espanya, arribant a tenir un paper pioner en l'establiment de ponts entre la matemàtica i la indústria. En aquest sentit, destaca la seva tasca en l'establiment de ponts entre la Matemàtica i la Indústria, treballant en àmbits diversos, com la Mecànica de Sòlids i de Fluids, la combustió, l'electromagnetisme, l'Acústica, la Metal·lúrgia, el Medi Ambient, la Cinètica química, les Finances, la Teoria de control o la Optimització matemàtica.
L'any 1997 va rebre el Premi de la Reial Acadèmia de Ciències Exactes, Físiques i Naturals, societat de la qual és membre des del 29 d'octubre del 2008. L'any 2019 fou guardonat amb la Medalla d'Investigació que concedí per primera vegada la Reial Acadèmia Gallega de Ciències.